# Анатолий Труфкин
Анатолий Труфкин е български художник от Украйна, работещ в областта на изящните изкуства.

## Животопис
Роден е в село Кубей, Болградски район, Украйна, през 1954 година. През 1976 година завършва Художествено-графичния факултет на Одеския педагогически институт „К. Д. Ушински“.
От 1981 година работи като преподавател в Катедрата по изящни изкуства в Държавния педагогически университет в Кривой Рог. Член е на Националния съюз на художниците в Украйна.

## Творчество
Анатолий Труфкин е предимно живописец. Най-често работи с маслени бои.
Участник е в множество изложби в Украйна, Италия, Канада, бивша Югославия, България. От 1995 година взима участие в изложбите на българските художници в Украйна, включително и в проведената в Одеса през май 2008 година Седма изложба на българските творци от Украйна.